# Verirrte Kugel 3
Verirrte Kugel 3 ist ein französischer Actionfilm von Guillaume Pierret aus dem Jahr 2025. Er ist nach Verirrte Kugel 2 (2022) bereits die zweite Fortsetzung zu Verirrte Kugel (2020), die beide ebenfalls unter der Regie von Guillaume Pierret entstanden.

## Handlung
Gerade aus dem Gefängnis entlassen, ist Lino mehr denn je entschlossen, sich an Areski zu rächen. Dieser kehrt nach Frankreich zurück, um Major Resz zu stürzen, den Drahtzieher eines Netzwerks korrupter Polizisten, die mit dem Drogenhandel zu tun haben. Als Lino davon erfährt, nimmt er die Verfolgung von Areski auf, um ihn auszuschalten und das kriminelle Netzwerk, das sein Unglück verursacht hat, zu zerschlagen.